# Клейборн (Луїзіана)
Клейборн (англ. Claiborne) — переписна місцевість (CDP) в США, в окрузі Вачіта штату Луїзіана. Населення — 12 631 особа (2020).

## Географія
Клейборн розташований за координатами 32°32′28″ пн. ш. 92°11′46″ зх. д. / 32.54111° пн. ш. 92.19611° зх. д. (32.541238, -92.196154).  За даними Бюро перепису населення США в 2010 році переписна місцевість мала площу 25,88 км², з яких 25,79 км² — суходіл та 0,09 км² — водойми.

## Демографія
Згідно з переписом 2010 року, у переписній місцевості мешкало 11 507 осіб у 4616 домогосподарствах у складі 3212 родин. Густота населення становила 445 осіб/км².  Було 4890 помешкань (189/км²).
Расовий склад населення:
| - 93,2 % — білих - 3,0 % — чорних або афроамериканців - 1,4 % — азіатів - 0,4 % — корінних американців |

До двох чи більше рас належало 1,1 %. Частка іспаномовних становила 2,8 % від усіх жителів.
За віковим діапазоном населення розподілялося таким чином: 26,7 % — особи молодші 18 років, 61,2 % — особи у віці 18—64 років, 12,1 % — особи у віці 65 років та старші. Медіана віку мешканця становила 35,1 року. На 100 осіб жіночої статі у переписній місцевості припадало 91,2 чоловіків;  на 100 жінок у віці від 18 років та старших — 87,1 чоловіків також старших 18 років.
Середній дохід на одне домашнє господарство  становив 66 633 долари США (медіана — 52 121), а середній дохід на одну сім'ю — 75 191 долар (медіана — 64 712). Медіана доходів становила 45 914 долари для чоловіків та 35 948 доларів для жінок. За межею бідності перебувало 12,2 % осіб, у тому числі 11,6 % дітей у віці до 18 років та 10,6 % осіб у віці 65 років та старших.
Цивільне працевлаштоване населення становило 5539 осіб. Основні галузі зайнятості: освіта, охорона здоров'я та соціальна допомога — 29,8 %, роздрібна торгівля — 9,7 %, публічна адміністрація — 7,1 %, виробництво — 6,9 %.